# Руда (Каменец-Подольский район)
Руда (укр. Руда) — село в Каменец-Подольском районе Хмельницкой области Украины.

## Описание
Население по переписи 2001 года составляло 749 человек.
Почтовый индекс — 32366. Телефонный код — 3849.
Занимает площадь 1,874 км².

## История
Поселение на ручье Рудка (пол. Rudanadpotok Rudka, впадает в Днестр) было известно по документам ещё с 1422 года.
До 1775 года это село отностлось к землям Жванецкого замка (Жванец).
Земли принадлежали семье Ланкороньских, затем семье Иорданов, семье Старжинских, семье Петриковских, семье Гаевских, а в конце XIX века — семье Жебровских.
Первая церковь была построена в 1583 году, вторая (Крестовоздвиженская церковь) — около 1720 года (была сожжена турками). В 1866 году был построен каменный пятиверхый Покровский храм (не сохранился).
Сохранилась Центральная усадьба Руды.

## Военная учебная часть

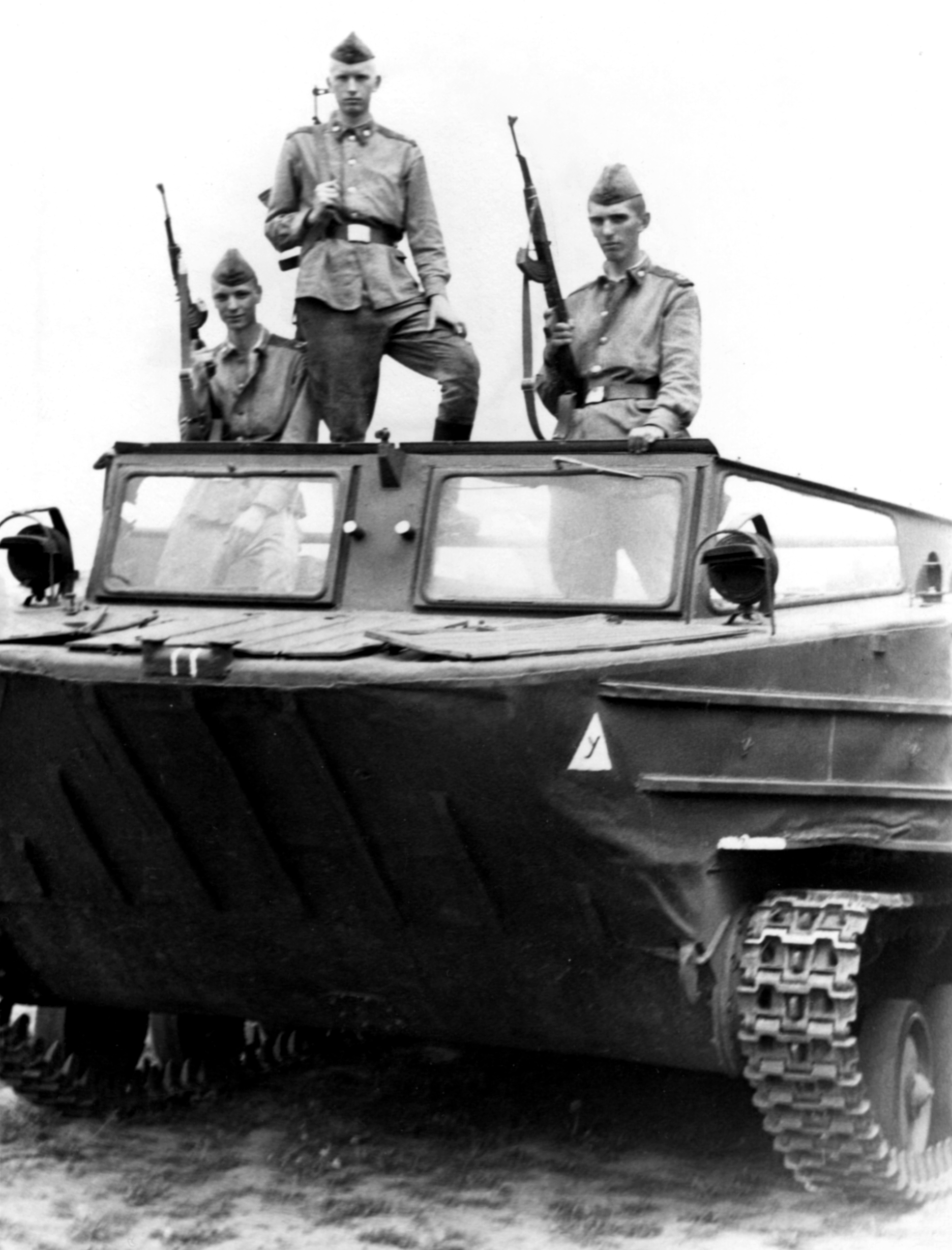
Учебная часть инженерных войск Советской армии, 1986 год

В советское время в селе находилась учебная часть понтонных войск советской армии.
Обучение технике ППС-84 и ПТС-2 на реке Днестр в районе Хотинской крепости.
Выпускников сержантов отправляли в ЦГВ (город Високе-Мито) и в разные регионы СССР.

## Местный совет
32366, Хмельницкая обл., Каменец-Подольский р-н, с. Руда